# Sekai Shokubo Sohansen: Kinkangun
Sekai Shokubo Sohansen: Kinkangun est un jeu vidéo de baseball sorti en 1994 sur Mega Drive. Le jeu a été développé et édité par C&E Inc..